# Тирлівка
Ти́рлівка — село в Україні, у Джулинській сільській громаді Гайсинського району Вінницької області.

## Історія
Найближча станція — Джулинка. На ній щопонеділка, щосереди та щоп'ятниці о пів на другу ночі можна сісти на поїзд до Вінниці. Відстань — 9 км.
У базарні дні з Тирлівки ходить автобус в Бершадь.
У селі є газ, школа,інтернет, садочок, аптека, будинок культури, ФАП. відділення зв'язку.
В 2017-2020 роках у складі Шляхівської сільської громади.
12 червня 2020 року, відповідно розпорядження Кабінету Міністрів України № 707-р «Про визначення адміністративних центрів та затвердження територій територіальних громад Вінницької області», село увійшло до складу Джулинської сільської громади.
19 липня 2020 року, в результаті адміністративно-територіальної реформи і ліквідації Бершадського району, село увійшло до складу Гайсинського району.

## Постаті
- Матасар Ігнат Тимофійович (* 1956) — український лікар-гігієніст; доктор медичних наук, професор, заслужений діяч науки і техніки України.[3].